# Aspilaima
Aspilaima är ett släkte av svampar. Aspilaima ingår i divisionen sporsäcksvampar och riket svampar.